# Аддисон (округ)
Аддисон (англ. Addison County) — округ в штате Вермонт, США. Официально образован в 1785 году. На 2017 год население округа составляло 36 776. Административный центр округа — Мидлбери.

## География
По данным Бюро переписи населения США общая площадь округа равняется 2093 км2 (808 миль²), в том числе:
- поверхность суши — 1995 км2 (95,28 %);
- водная поверхность — 99 км2 (4,72 %).

Главная река округа Оттер-Крик пересекает его с юга на север. Из других водных объектов можно отметить озеро Данмор.

### Смежные округа
|                           | Читтенден | Вашингтон |
| Эссекс (штат Нью-Йорк)    | Компас    | Ориндж    |
| Вашингтон (штат Нью-Йорк) | Ратленд   | Уинсор    |

## Демография
Согласно переписи 2000 года, в округе проживало 35 974 жителя, зарегистрировано 13 068 хозяйств и 9108 семей. Плотность населения — 18 чел/км²). 96,86 % жителей — белые, 15,5 % имеют английское происхождение, 12,7 % — американское, 12,0 % — французское, 10,8 % — франко-канадское, 10,8 % — ирландское, 6,7 % — немецкое. Для 96,0 % первым языком является английский язык, 1,8 % — французский, 1,2 % — испанский.
В округе 13 068 домашних хозяйств, в 34,40 % из которых живут дети в возрасте до 18 лет, 57,40 % женатые пары, живущие вместе, у 8,30 % домовладельцы — женщины, и 30,30 % не семьи. В 23,40 % всех домашних хозяйств живут одинокие люди, и в 8,90 % живут одинокие люди старше 65 лет.
Состав населения в округе: 24,90 % — моложе 18 лет, 12,50 % — от 18 до 24, 26,90 % — от 25 до 44, 24,30 % — от 45 до 64, и 11,30 % — старше 65. Средний возраст населения — 36 лет. На 100 женщин приходится 97,70 мужчин. На 100 женщин старше 18 лет приходится 95,40 мужчин.
Средний доход хозяйства — 43 142 доллара, семьи — 49 351 доллар, средний — 19 539 долларов. 8,60 % населения проживают за чертой бедности.

## История
В 2008 году федеральное правительство объявило округ зоной бедствия после серьёзных штормов и наводнений, произошедших 14—17 июня.

## Образование
В округе Аддисон работают следующие учебные заведения:
- Университет Вердженс
- Mt. Abe Union High School
- Средняя школа Мидлсбери
- Университет Мидлсбери

## Населённые пункты
- Аддисон
- Бридпорт
- Бристол
- Вердженс
- Гошен
- Гранвилл
- Корнуолл
- Лестер
- Линкольн
- Мидлбери
- Монктон
- Нью-Хейвен
- Оруэлл
- Пантон
- Риптон
- Солсбери
- Старксборо
- Уайтинг
- Уолтем
- Уэйбридж
- Феррисберг
- Ханкок
- Шорем